# Lennox Lewis
Lennox Claudius Lewis, CM OBE (Londres, 2 de setembro de 1965) é um ex-boxeador peso-pesado britânico com cidadania canadense e medalhista de ouro olímpico que se tornou campeão do mundo na década de 1990.
Mudou-se com a mãe para o Canadá quando tinha 12 anos. Começou no boxe amador em um clube de Kitchener, Ontário e tornou-se campeão canadense dos superpesados. Representando o Canadá, conquistou o campeonato mundial amador em 1982, a medalha de ouro nos Jogos da Commonwealth em Edimburgo 1986, a medalha de prata nos Jogos Pan-Americanos de Indianápolis em 1987 e finalmente o ouro Olímpico em Seul 1988, quando superou Riddick Bowe na final da categoria dos superpesados.
Profissionalizou-se em junho de 1989, quando começou a lutar na Grã-Bretanha. Tornou-se campeão europeu dos pesos-pesados em outubro de 1990, campeão britânico em março de 1991 e campeão da Commonwealth em maio de 1992. Nesse mesmo ano, foi declarado campeão mundial pelo Conselho Mundial de Boxe (WBC) quando Riddick Bowe preferiu renunciar o título a ter que lutar com Lewis.
Fez três bem-sucedidas defesas do título (uma delas contra Frank Bruno), mas em setembro de 1994 foi surpreendentemente nocauteado por Oliver McCall, a primeira derrota de sua carreira. Posteriormente, teve dificuldade para disputar o título de campeão do mundo, pois os campeões o evitavam, mas em fevereiro de 1997 derrotou McCall para recuperar o cinturão de ouro da WBC e registrar a trigésima vitória em 31 lutas profissionais. Manteve o título ao lutar contra o norte-americano Shannon Briggs em março de 1998, mas em 13 de março de 1999 a tão esperada luta contra o norte-americano Evander Holyfield para unificar o título mundial dos pesos pesados terminou com um controvertido empate, em Nova York.
Os três jurados dividiram-se com relação ao resultado. Segundo o sul-africano Stanley Christodolou, Lewis venceu por 116 a 113; a juíza norte-americana Eugenia Williams concedeu vantagem de 115 a 113 para Holyfield; e o britânico Larry O’Conner declarou o empate, com 115 pontos para cada lutador. Um novo combate foi organizado em 14 de novembro de 1999, e desta vez venceu Holyfield na luta pela unificação do título mundial dos pesos pesados. A luta foi disputada no Thomas and Mack Center, em Las Vegas, e foi vitorioso por decisão unânime dos juízes.